# 福岡八女農業協同組合
福岡八女農業協同組合（ふくおかやめのうぎょうきょうどうくみあい、通称：JAふくおか八女）は、福岡県八女市に本店を置く農業協同組合。

## 区域
- 八女市
- 筑後市
- 八女郡広川町

## 沿革
- 1961年（昭和36年）9月 - 川崎・上妻・長峰・福島・三河・八幡・岡山の各農協が合併し、八女市農協が発足[1]。
- 1963年（昭和38年）
  - 3月 - 古川・羽犬塚・西牟田・水田の各農協が合併し、筑後市農協が発足[1]。
  - 同月 - 木淵・木屋・笠原・黒木・串毛・豊岡の各農協が合併し、黒木町農協が発足[1]。
  - 同月 - 横山・北川内の各農協が合併し、上陽町農協が発足[1]。
- 1964年（昭和39年）3月 - 上広川・中広川・下広川の各農協が合併し、広川町農協が発足[2]。
- 1968年（昭和43年）5月 - 八女市農協が忠見農協を合併[1]。
- 1985年（昭和60年）10月 - 辺春・光友・白木・福岡北山の各農協が合併し、福岡立花農協が発足[3]。
- 1996年（平成8年）
  - 4月 - 八女市・筑後市・福岡立花・広川町・星野村・上陽町・矢部村・黒木町の各農協が合併し、福岡八女農協が発足[4]。
  - 8月 - 東京事務所（後に東京営業所に改組）を設置[4]。
- 2000年（平成12年）5月 - 八女・立花カントリーエレベーターが完成[4]。
- 2001年（平成13年）8月 - プロバイダーサービス「wing8」を開始[4]。
- 2003年（平成15年）9月 - 黒木・矢部ライスセンターが完成[4]。
- 2005年（平成17年）
  - 6月 - 介護福祉センター「茶と花の里」が完成[4]。
  - 10月 - 支所再編を実施[4]。
- 2008年（平成20年）3月 - 購買3店舗・給油所6店舗を閉鎖[4]。
- 2009年（平成21年）
  - 11月 - マスコットキャラクター「ジャフィーくん」を制定[5]。
  - 12月 - 黒木重油施設移転・竣工[4]。
- 2014年（平成26年）12月 - プロバイダーサービス「wing8」を廃止[4]。
- 2017年（平成29年）7月 - 農機・ガスセンター新築移転[4]。
- 2019年（平成31年・令和元年）
  - 1月 - 支店の統廃合を行い[6]、19支店体制から11支店体制に再編。利便性を補うため、移動店舗車「ふれあいジャフィーくん号」を導入[7][8]。
  - 9月 - Aコープ広川店閉店。下広川給油所・広川堆肥センター閉鎖。[9]
- 2020年（令和2年）
  - 3月 - 花き育苗センター・園芸センター廃止[10]。
  - 4月 - 福岡大城農協・柳川農協・南筑後農協および全農福岡県本部との間で、農機事業の共同運営を開始[10][11][12]。
  - 全農福岡県本部八女総合物流センター内に「筑後南部広域農機センター」を設置し、各農協の農機センターを拠点として広域で整備対応を行う。
- 2022年（令和4年）11月 - Aコープ八女店をリニューアルし、JAファーマーズAコープ八女店として開業[13]。Aコープくろき店とともに（株）Aコープ九州に運営を委託[13]。

## 店舗・施設
- 支店 11

本店◾︎八女北支店◾︎八女西支店◾︎八女東支店◾︎立花支店◾︎広川支店◾︎上陽支店◾︎星野支店◾︎筑後支店◾︎羽犬塚支店◾︎                           ︎矢部支店
- 地区センター 8

八女地区センター◾︎立花地区センター◾︎広川地区センター◾︎上陽地区センター◾︎星野地区センター◾︎筑後地区センター  ︎ ︎ ︎黒木地区センター◾︎矢部地区センター(矢部支店)
- 農機センター 7

農機センター八女◾︎農機センター立花◾︎農機センター広川◾︎農機センター上陽◾︎農機センター星野◾︎農機センター筑後︎ ︎ ︎ ︎農機センター黒木
- ガスセンター 1
- アグリセンター 8
- 給油所 10
- Aコープ 2
- 農産物直売所 4
- カントリーエレベーター 2
- ライスセンター 2
- 大豆乾燥調製施設 1
- 集荷場・選果場 4
- 域外営業所 1
- デイサービスセンター 1
- 葬祭センター 2
- 環境センター 1

## 関連法人
- 立花ワイン株式会社
- 立花バンブー株式会社